# KNIME
O KNIME ( /naɪm/, acrônimo para Konstanz Information Miner), é uma plataforma livre e de código aberto  de análise de dados, construção de relatórios e integração de dados. O KNIME integra vários componentes para aprendizado de máquina e mineração de dados por meio de seu conceito de pipelining modular. Uma interface gráfica de usuário e o uso de JDBC permitem a montagem de nós combinando diferentes fontes de dados, incluindo pré-processamento (ETL: Extract, transform, load), para modelagem, análise e visualização de dados sem necessidade (ou com necessidade mínima) de programação.
Desde 2006, o KNIME é utilizado em pesquisas farmacêuticas, e também em outras áreas, como análise de dados de clientes de CRM, inteligência de negócios, mineração de texto e análise de dados financeiros.

## História
O desenvolvimento do KNIME foi iniciado em janeiro de 2004 por uma equipe de engenheiros de software da Universidade de Konstanz como um produto proprietário. A equipe original de desenvolvedores, liderada por Michael Berthold, veio de uma empresa no Vale do Silício, fornecendo software para a indústria farmacêutica. O objetivo inicial era criar uma plataforma de processamento de dados modular, altamente escalável e aberta, que permitisse a fácil integração de diferentes módulos para carregamento, processamento, transformação, análise e exploração visual de dados sem o foco em nenhuma área de aplicação específica. A plataforma pretendia ser uma plataforma de colaboração e pesquisa e também deveria servir como plataforma de integração para vários outros projetos de análise de dados.
Em 2006, a primeira versão do KNIME foi lançada.

## Funcionamento da plataforma
O KNIME permite que os usuários criem visualmente fluxos de dados (ou pipelines), executem seletivamente alguns ou todos os passos da análise e depois inspecionem os resultados e modelos, usando widgets e visualizações interativas. O
- Plugins adicionais permitem a integração de métodos para mineração de texto, mineração de imagens, bem como análise de séries temporais e rede.
- O KNIME integra vários outros projetos de código aberto, por exemplo, algoritmos de aprendizado de máquina de Weka, H2O-3, Keras, Spark, o projeto R e LIBSVM  e também plotly, JFreeChart, ImageJ, e o Kit de Desenvolvimento de Química.[4]

## Licença
Para a versão 2.1, o KNIME é liberado sob a GPLv3, com uma permissão adicional que outras pessoas usem a API para adicionar extensões proprietárias. Isso também permite que os fornecedores comerciais de SW adicionem wrappers chamando suas ferramentas do KNIME.